# İlhan Mansız
İlhan Mansız (Kempten, 10 agosto 1975) è un ex calciatore, allenatore di calcio e pattinatore artistico su ghiaccio turco.

## Carriera

### Calcio

#### Club
Nato in Germania ma tataro di Crimea di origine, è rispettivamente cresciuto nei settori giovanili di SV Lenzfried, FC Kempten, FC Augsburg e Colonia. Dopo sei mesi al Gençlerbirliği, con cui colleziona solo due presenze, fa ritorno in Germania per una parentesi al Türk Gücü di Monaco di Baviera.
Nella stagione 1997-98 torna in Turchia per vestire la maglia del Kuşadasıspor, squadra di seconda serie. Da qui seguirà un triennio al Samsunspor, mettendosi in luce nel massimo campionato turco. Le sue prestazioni convincono il Beşiktaş a puntare su di lui, ed al suo anno di permanenza con i colori bianconeri İlhan Mansız è il capocannoniere della Süper Lig 2001-02 con 21 reti. Al Beşiktaş rimane un triennio, prima di approdare nel campionato giapponese con l'ingaggio da parte del Vissel Kobe, esperienza durata solo il tempo di scendere in campo in tre occasioni.
L'Ankaragücü è la sua ultima squadra da calciatore professionista, in quanto si ritira nel 2006 a soli 31 anni complici vari problemi fisici.

#### Nazionale
İlhan Mansız debutta in Nazionale il 7 ottobre 2001 entrando nel secondo tempo di Moldavia-Turchia 0-3, gara valida per le qualificazioni ai mondiali 2002. È proprio ai campionati mondiali del 2002, disputati in Giappone e Corea del Sud, che si mette in luce a livello mondiale realizzando contro il Senegal il golden goal che permette ai turchi di approdare alle semifinali per la prima volta nella storia. Si dimostra decisivo anche nella finale per il 3º posto vinta 3-2, segnando una doppietta contro i padroni di casa sudcoreani.

### Pattinaggio sul ghiaccio
Terminata la carriera calcistica, İlhan Mansız si è dedicato al pattinaggio artistico, partecipando allo show televisivo Star on Ice in coppia con la pattinatrice Oľga Beständigová (sua fidanzata, e atleta che ha disputato i Giochi di Salt Lake City 2002), e imparando a pattinare a 33 anni. Dopo aver vinto l'edizione 2008 dello show, ha provato a qualificarsi, in coppia con la stessa Beständigová, per i Giochi di Soči 2014. I due hanno partecipato al Nebelhorn Trophy 2013, che offriva la possibilità qualificazione ai Giochi, ma hanno chiuso al 19º e ultimo posto.

## Statistiche

### Cronologia presenze e reti in nazionale
| Cronologia completa delle presenze e delle reti in nazionale ― Turchia | Cronologia completa delle presenze e delle reti in nazionale ― Turchia | Cronologia completa delle presenze e delle reti in nazionale ― Turchia | Cronologia completa delle presenze e delle reti in nazionale ― Turchia | Cronologia completa delle presenze e delle reti in nazionale ― Turchia | Cronologia completa delle presenze e delle reti in nazionale ― Turchia | Cronologia completa delle presenze e delle reti in nazionale ― Turchia | Cronologia completa delle presenze e delle reti in nazionale ― Turchia |
| Data                                                                   | Città                                                                  | In casa                                                                | Risultato                                                              | Ospiti                                                                 | Competizione                                                           | Reti                                                                   | Note                                                                   |
| ---------------------------------------------------------------------- | ---------------------------------------------------------------------- | ---------------------------------------------------------------------- | ---------------------------------------------------------------------- | ---------------------------------------------------------------------- | ---------------------------------------------------------------------- | ---------------------------------------------------------------------- | ---------------------------------------------------------------------- |
| 6-10-2001                                                              | Chișinău                                                               | Moldavia                                                               | 0 – 3                                                                  | Turchia                                                                | Qual. Mondiali 2002                                                    | 1                                                                      | 76’                                                                    |
| 14-11-2001                                                             | Istanbul                                                               | Turchia                                                                | 5 – 0                                                                  | Austria                                                                | Qual. Mondiali 2002                                                    | -                                                                      | 86’                                                                    |
| 12-2-2002                                                              | Breda                                                                  | Turchia                                                                | 0 – 1                                                                  | Ecuador                                                                | Amichevole                                                             | -                                                                      |                                                                        |
| 26-3-2002                                                              | Bochum                                                                 | Turchia                                                                | 0 – 0                                                                  | Corea del Sud                                                          | Amichevole                                                             | -                                                                      | 46’                                                                    |
| 17-4-2002                                                              | Kerkrade                                                               | Turchia                                                                | 2 – 0                                                                  | Cile                                                                   | Amichevole                                                             | 1                                                                      |                                                                        |
| 23-5-2002                                                              | Hong Kong                                                              | Turchia                                                                | 0 – 2                                                                  | Sudafrica                                                              | Amichevole                                                             | -                                                                      | 46’                                                                    |
| 3-6-2002                                                               | Ulsan                                                                  | Brasile                                                                | 2 – 1                                                                  | Turchia                                                                | Mondiali 2002 - 1º turno                                               | -                                                                      | 66’                                                                    |
| 9-6-2002                                                               | Incheon                                                                | Costa Rica                                                             | 1 – 1                                                                  | Turchia                                                                | Mondiali 2002 - 1º turno                                               | -                                                                      | 75’                                                                    |
| 13-6-2002                                                              | Seul                                                                   | Turchia                                                                | 3 – 0                                                                  | Cina                                                                   | Mondiali 2002 - 1º turno                                               | -                                                                      | 70’                                                                    |
| 18-6-2002                                                              | Rifu                                                                   | Giappone                                                               | 0 – 1                                                                  | Turchia                                                                | Mondiali 2002 - Ottavi di finale                                       | -                                                                      | 90’                                                                    |
| 22-6-2002                                                              | Osaka                                                                  | Senegal                                                                | 0 – 1 gg                                                               | Turchia                                                                | Mondiali 2002 - Quarti di finale                                       | 1                                                                      | 67’ 87’                                                                |
| 26-6-2002                                                              | Saitama                                                                | Brasile                                                                | 1 – 0                                                                  | Turchia                                                                | Mondiali 2002 - Semifinale                                             | -                                                                      | 62’                                                                    |
| 29-6-2002                                                              | Taegu                                                                  | Corea del Sud                                                          | 2 – 3                                                                  | Turchia                                                                | Mondiali 2002 - Finale 3º posto                                        | 2                                                                      | [ 5 ]                                                                  |
| 16-10-2002                                                             | Istanbul                                                               | Turchia                                                                | 5 – 0                                                                  | Liechtenstein                                                          | Qual. Euro 2004                                                        | 1                                                                      | 79’                                                                    |
| 20-11-2002                                                             | Pescara                                                                | Italia                                                                 | 1 – 1                                                                  | Turchia                                                                | Amichevole                                                             | -                                                                      | 87’                                                                    |
| 12-2-2003                                                              | Smirne                                                                 | Turchia                                                                | 0 – 0                                                                  | Ucraina                                                                | Amichevole                                                             | -                                                                      | 77’                                                                    |
| 2-4-2003                                                               | Sunderland                                                             | Inghilterra                                                            | 2 – 0                                                                  | Turchia                                                                | Qual. Euro 2004                                                        | -                                                                      |                                                                        |
| 30-4-2003                                                              | Teplice                                                                | Rep. Ceca                                                              | 4 – 0                                                                  | Turchia                                                                | Amichevole                                                             | -                                                                      | 27’                                                                    |
| 11-10-2003                                                             | Istanbul                                                               | Turchia                                                                | 0 – 0                                                                  | Inghilterra                                                            | Qual. Euro 2004                                                        | -                                                                      | 68’                                                                    |
| 15-11-2003                                                             | Riga                                                                   | Lettonia                                                               | 1 – 0                                                                  | Turchia                                                                | Qual. Euro 2004                                                        | -                                                                      |                                                                        |
| 19-11-2003                                                             | Istanbul                                                               | Turchia                                                                | 2 – 2                                                                  | Lettonia                                                               | Qual. Euro 2004                                                        | 1                                                                      |                                                                        |
| Totale                                                                 |                                                                        | Presenze                                                               | 21                                                                     |                                                                        | Reti                                                                   | 7                                                                      |                                                                        |

## Palmarès

### Calcio

#### Club

##### Competizioni nazionali
- Campionato turco: 1

Besiktas: 2002-2003